# ماغي همينغواي
ماغي همينغواي (بالإنجليزية: Maggie Hemingway)‏ هي كاتِبة بريطانية، ولدت في 17 مارس 1946 في سوفولك في المملكة المتحدة، وتوفيت في 9 مايو 1993 في لندن في المملكة المتحدة.

## وصلات خارجية
- ماغي همينغواي على موقع ميوزك برينز (الإنجليزية)